# Estación de La Elipa

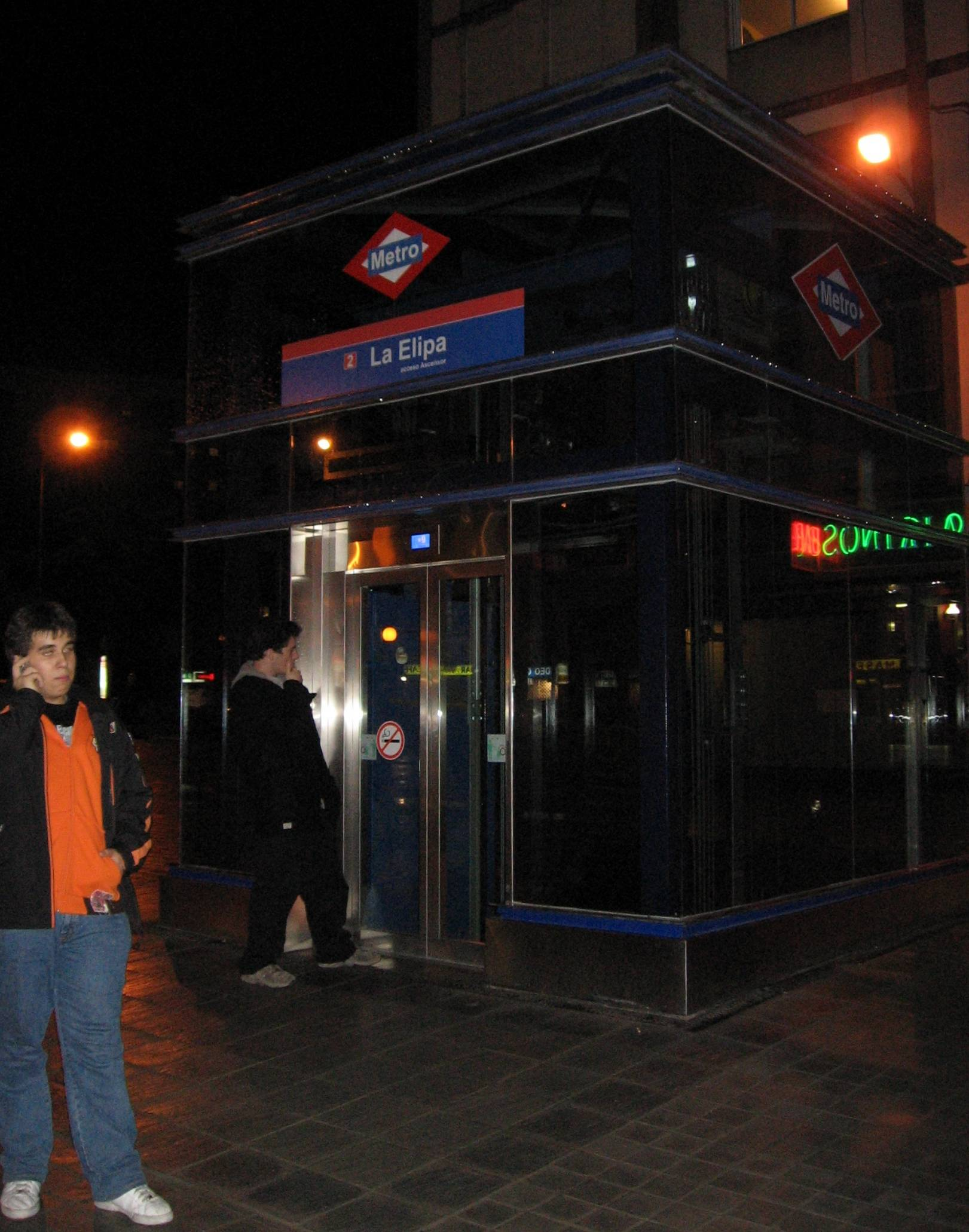
Ascensor situado en la Avenida Marqués de Corbera

La Elipa es una estación de la línea 2 de Metro de Madrid ubicada bajo la avenida del Marqués de Corbera, en el barrio de Ventas, dentro del distrito madrileño de Ciudad Lineal.

## Historia
Tras años de reivindicaciones vecinales a favor de la construcción de una línea de metro, la estación fue inaugurada el 16 de febrero de 2007 al ponerse en servicio la ampliación de la línea 2 desde Ventas. Esta estación fue cabecera de la línea 2 hasta el 16 de marzo de 2011, cuando se inauguró la ampliación de la línea entre esta estación y Las Rosas, pasando por las estaciones de La Almudena, Alsacia y Avenida de Guadalajara.
La zona en la que está situada la estación es conocida con el nombre de La Elipa, de donde toma el nombre de la estación.

## Accesos
Vestíbulo La Elipa

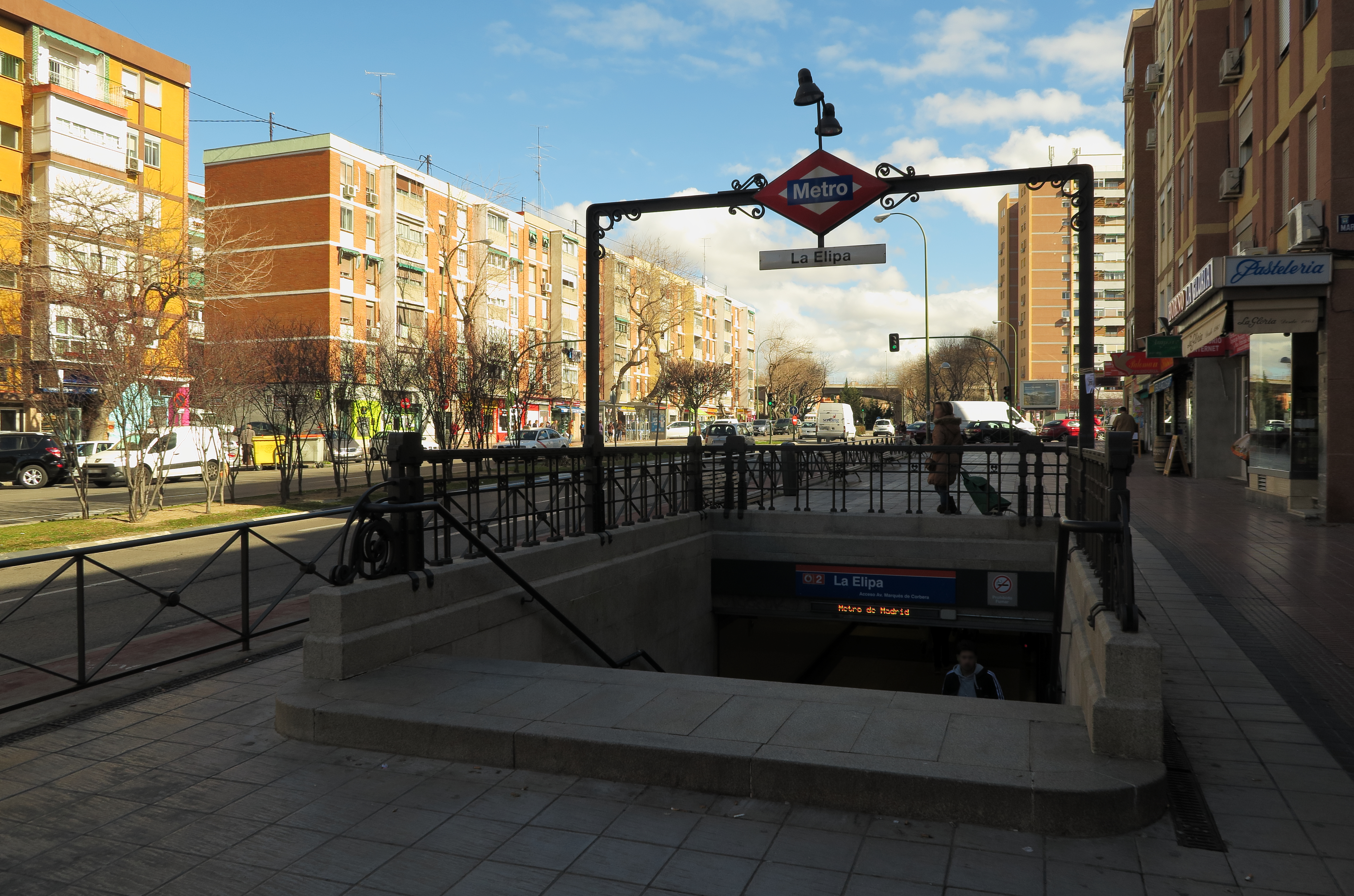
Acceso a la estación

- Avda. Marqués de Corbera Avda. Marqués de Corbera, 56
- Ascensor Avda. Marqués de Corbera, 58

## Líneas y conexiones

### Metro
| << cabecera | < estación  | línea | estación > | cabecera >>    |
| ----------- | ----------- | ----- | ---------- | -------------- |
| Las Rosas   | La Almudena |       | Ventas     | Cuatro Caminos |

### Autobuses
| Diurnos   |                           |                                                  |
| Línea     | Destino                   | Parada                                           |
| 15        | La Elipa                  | 962 MARQUÉS DE CORBERA-GERARDO CORDÓN            |
| 28        | Barrio de Canillejas      | 962 MARQUÉS DE CORBERA-GERARDO CORDÓN            |
| 110       | Cementerio de La Almudena | 962 MARQUÉS DE CORBERA-GERARDO CORDÓN            |
| 210       | La Elipa                  | 962 MARQUÉS DE CORBERA-GERARDO CORDÓN            |
| 15        | Sol / Sevilla             | 965 METRO LA ELIPA (Av. Marqués de Corbera, 61)  |
| 28        | Puerta de Alcalá          | 965 METRO LA ELIPA (Av. Marqués de Corbera, 61)  |
| 110       | Plaza de Manuel Becerra   | 965 METRO LA ELIPA (Av. Marqués de Corbera, 61)  |
| 210       | Diego de León             | 965 METRO LA ELIPA (Av. Marqués de Corbera, 61)  |
| 28        | Barrio de Canillejas      | 2495 METRO LA ELIPA (Av. Marqués de Corbera, 62) |
| 113       | Méndez Álvaro             | 3069 SANTA FELICIDAD-IGLESIA                     |
| 113       | Ciudad Lineal             | 3070 SANTA FELICIDAD-IGLESIA                     |
| Nocturnos |                           |                                                  |
| Línea     | Destino                   | Parada                                           |
| N6        | Plaza de Cibeles          | 965 METRO LA ELIPA (Av. Marqués de Corbera, 61)  |
| N6        | El Cañaveral              | 962 MARQUÉS DE CORBERA-GERARDO CORDÓN            |